# Paul Wäntig
Paul Wäntig (* 5. Februar 1846 in Leipzig; † 17. Oktober 1927 in Zittau; vollständiger Name: Paul Heinrich Otto Wäntig) war ein deutscher Unternehmer und Politiker (Nationalliberale Partei). Er war Mitglied beider Kammern des Sächsischen Landtags.

## Leben und Wirken
Der Sohn von Heinrich Ferdinand Wäntig (1813–1853) war Inhaber des von seinem Vater 1846 gegründeten Unternehmens Wäntig & Co. in Zittau, in dem leinene, halbleinene, baumwollene und halbwollene Rock- und Hosenstoffe hergestellt wurden. Sein Vermögen wurde 1912 mit 3,1 Millionen Mark angegeben. Spätestens 1891 wurde er zum Kommerzienrat, spätestens 1898 zum Geheimen Kommerzienrat ernannt.
Wäntig gehörte seit 1881 als Mitglied der Handelskammer Zittau an. Von 1883 bis 1887 war er deren stellvertretender Vorsitzender, anschließend von 1887 bis 1921 deren Vorsitzender. Von 1881 bis 1889 war er zudem Stadtverordneter von Zittau. Nachdem der Abgeordnete und ehemalige Kammerpräsident Ludwig Haberkorn 1893 sein Mandat aus Altersgründen niedergelegt hatte, wurde Wäntig in einer Nachwahl im 1. städtischen Wahlbezirk in die II. Kammer des Sächsischen Landtags gewählt. Dieser gehörte er bis 1895 an. 1901 wurde er vom sächsischen König Albert nach freier Wahl in die I. Landtagskammer berufen, der er bis zur Auflösung der konstitutionellen Monarchie in Sachsen im November 1918 angehörte. Bei der Reichstagswahl 1893 kandidierte er im Reichstagswahlkreis Königreich Sachsen 1, musste sich aber in der Stichwahl Louis Heinrich Buddeberg (FVP) geschlagen geben.
Sein Bruder Karl Heinrich Wäntig (1843–1917) war Ministerialdirektor im Sächsischen Kultusministerium. Als Vertreter des Kollegiatstifts Wurzen gehörte dieser ab 1911 ebenfalls der I. Landtagskammer an.